# L'adopció
L'adopció és una pel·lícula rodada l'any 2015 dirigida per Daniela Fejerman i protagonitzada per Nora Navas i Francesc Garrido.

## Argument
Una parella viatja a un país europeu de l'Est per adoptar un nen. Tot sembla anar sobre rodes a priori, però aviat la burocràcia inherent i tan arrelada del lloc converteix l'experiència en una odissea. La parella s'haurà d'enfrontar a problemes com suborns, conats de frau, llargues esperes; així com a les seves pròpies frustracions, tant en la seva condició de parella com a títol individual.
El context climàtic, gèlid, serveix de metàfora a la fredor amb què són tractats els potencials pares, així com de marc idoni per a una situació que es repeteix al llarg i ample del món.

## Repartiment
- Nora Navas: Natalia
- Francesc Garrido: Daniel
- Larisa Kalpokaite: Lila
- Jordi Banacolocha: pare Natalia
- Sarunas Puidokas
- Jurij Scuckij

## Premis i nominacions

### Premis
- 2016: Millor direcció al Festival Internacional de Cinema en Català.